# Prstnatec Fuchsův
Prstnatec Fuchsův (Dactylorhiza fuchsii, synonymum Dactylorhiza longebracteata) je vytrvalá bylina z rodu vstavačovitých. Synonymně prstnatec listnatý, prstnatec listenatý.

## Popis
Jedná se o rostlinu s tenkou, přímou a nevětvenou lodyhou dosahující výšky 15–60 cm. Obvykle nese hnědě skvrnité listy, vyrůstající v dolní polovině lodyhy. Horní listy jsou výrazně užší a menší, než listy dolní, které jsou spíše obvejčité až kopinaté. Koruna je zpravidla růžová až světle fialová s velmi proměnlivou nachovou kresbou různé sytosti. Tato kresba může být velmi výrazná nebo naopak téměř nezřetelná. Zřídka jsou květy dokonce celé bílé. Plody této byliny jsou tobolky. Pravidelně kvete v období od května do srpna.

## Stanoviště, rozšíření
Tento prstnatec roste zejména na vlhkých až mokrých loukách, na okrajích rašelinišť, nalézt ho však můžeme i na sušších loukách, ve světlých lesích nebo také například v porostech kosodřevin. Dalo by se říct, že tato rostlina vyhledává vápence, najdeme ji ale i na neutrálních či mírně kyselých půdách. Na území České republiky byl dříve rozšířen velmi hojně, až na několik výjimek, které tvořily zejména výrazně suché a teplé oblasti. V dnešní době je však k vidění velmi málo, a to především v horských oblastech, které nejsou tolik zasažené zemědělstvím a průmyslem. Nejhojnější je například v Beskydech. I přes výrazný úpadek tohoto druhu je však stále druhým nejrozšířenějším v rodu po prstnatci májovém. Mimo území České republiky roste především v Evropě, přičemž směrem na východ jej lze nalézt i v Mongolsku nebo na Sibiři.

## Ohrožení
Největší ohrožení pro tento druh představují zejména změny kvality, narušení či úplné destrukce biotopů, které přichází zejména nešetrným hospodařením v lesích, odvodňování, výstavbě rekreačních objektů, komunikací a podobně.

## Stupeň ochrany
V České republice i na Slovensku se jedná o druh chráněný zákonem, jakožto ohrožený druh. V Česku je uveden v Červeném seznamu jako vzácnější druh vyžadující další pozornost (C4). Na Slovensku je v tomto seznamu řazen do kategorie zranitelných druhů.

## Význam a zajímavosti
Prstnatec Fuchsův je velmi různorodý taxon, u nějž se rozlišuje několik variant a forem. Různorodost spočívá především ve tvaru pysků, nachové kresby pysků a ve skvrnitosti listů. Semena této byliny dozrávají zhruba až po 60 dnech od oplození. Do té doby neklíčí a za krátkou dobu poté klíčivost ztrácejí. Dobře klíčí například na půdách, kde se nevyskytuje symbiotická houba. Jedná se tedy o slabě mykotrofní druh.

## Odkazy

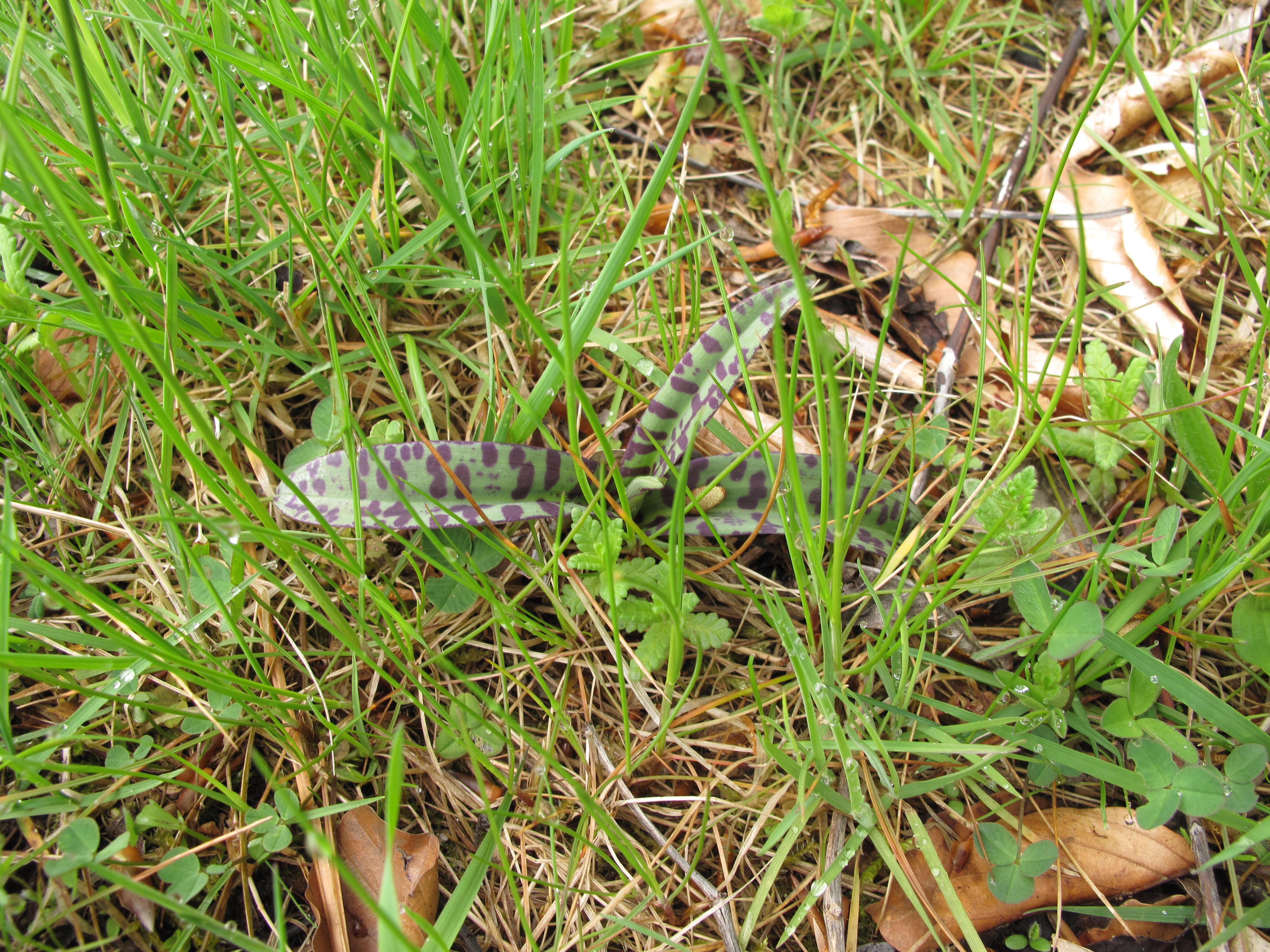
Listy poddruhu prstnatec Fuchsův pravý (Dactylorhiza fuchsii subsp. fuchsii) v PP Horní luka